# Melanie Wehbe

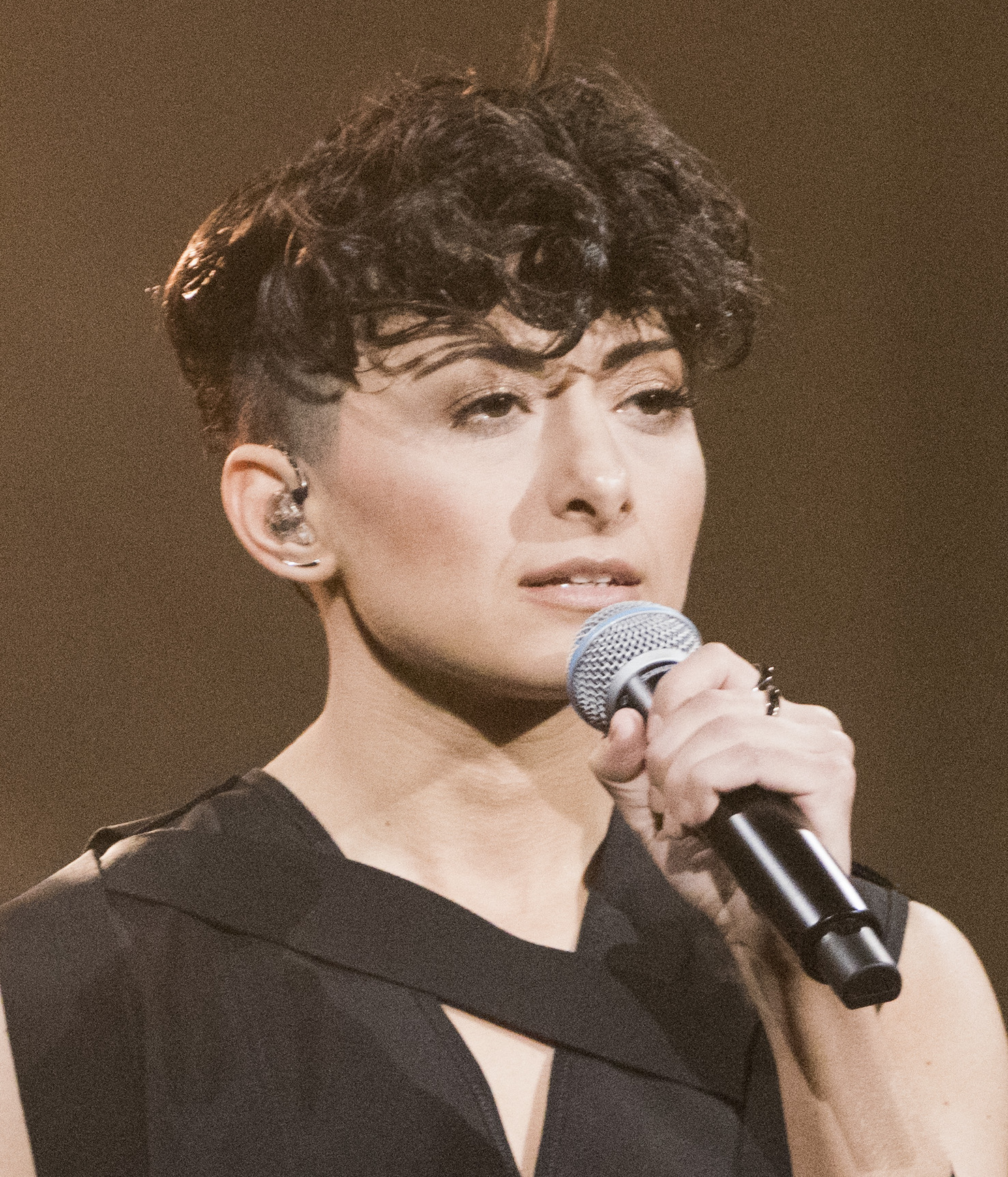
Melanie Wehbe, 2023

Melanie Wehbe (* 2. Dezember 1991 in Västerås als Melanie Gabriella Hayrapetian) ist eine schwedische Sängerin und Songwriterin.

## Leben
Wehbe kam als Tochter einer Libanesin und eines Armeniers in der schwedischen Stadt Västerås zur Welt. Ihr Geburtsname ist Melanie Gabriella Hayrapetian. Aufgrund der schwierigen Aussprache tritt sie mit dem Nachnamen ihrer Mutter auf. Als Kind lernte sie Klavier an einer Musikschule, später erlernte sie auch die Gitarre. Im Alter von 14 Jahren begann sie damit, ihre ersten Lieder zu schreiben. Im Jahr 2011 trat sie bei der schwedischen Castingshow Idol an.
Wehbe schrieb mehrere Lieder, die für die Shows Idol und Melodifestivalen genutzt wurden. So war sie unter anderem an den Melodifestivalen-Beiträgen Glow aus dem Jahr 2014, Victorious aus dem Jahr 2019, Rich und Tears Run Dry aus dem Jahr 2021 sowie The End aus dem Jahr 2022 beteiligt. Mit ihrem Beitrag aus dem Jahr 2014 wurde sie die jüngste Frau, die bis dahin als Songwriterin am Melodifestivalen beteiligt war. Im Jahr 2017 schrieb sie mit Patrik Jean und Herman Gardarfve Treading Water, das Finallied des späteren Idol-Gewinners Chris Kläfford. Zwei Jahre später war sie am Finallied Rain von Tusse beteiligt, der damit ebenfalls die Show gewinnen konnte.
Im Jahr 2019 gewann die dänische Sängerin Leonora mit dem von Wehbe gemeinsam mit Lise Cabble und Emil Lei geschriebenen Lied Love Is Forever den Dansk Melodi Grand Prix 2019. Leonora vertrat damit schließlich ihr Land beim Eurovision Song Contest. Ein Jahr später gewann die Gruppe The Mamas mit dem von Wehbe gemeinsam mit Herman Gardarfve und Patrik Jean geschriebenen Lied Move das Melodifestivalen 2020. Die Gruppe hätte damit Schweden beim Eurovision Song Contest vertreten sollen, aufgrund der COVID-19-Pandemie wurde der Wettbewerb jedoch schließlich abgesagt.
Im September 2022 gab Wehbe ihre Debüt-EP Bloom heraus. Im November 2022 wurde sie mit dem Lied For the Show als Teilnehmerin am Melodifestivalen 2023 angekündigt. Dort qualifizierte sie sich im dritten Teilwettbewerb für das Semifinale. Im Semifinale schied sie schließlich aus. Wehbe schrieb am von der Sängerin Saba gesungenen Lied Sand mit. Durch den Sieg der Sängerin beim Dansk Melodi Grand Prix 2024 wurde das Lied der dänische Beitrag zum Eurovision Song Contest 2024. Auch im Jahr 2025 war sie erneut am Siegerlied des dänischen Vorentscheids, dem von der Sängerin Sissal interpretierten Lied Hallucination, als Songwriterin beteiligt.

## Diskografie

### Alben
- 2022: Bloom (EP)

### Singles
| Jahr | Titel          | Höchstplatzierung, Gesamtwochen, AuszeichnungChartsChartplatzierungen (Jahr, Titel, Platzierungen, Wochen, Auszeichnungen, Anmerkungen) | Anmerkungen                       |
| Jahr | Titel          | SE | Anmerkungen                       |
| ---- | -------------- | --- | --------------------------------- |
| 2023 | For the Show – | SE87 (2 Wo.)SE | Beitrag zum Melodifestivalen 2023 |

Weitere Singles
- 2016: Wasted
- 2018: Make Room
- 2018: Forget You
- 2019: Irony
- 2019: Shy
- 2020: Nothing
- 2021: Sugarcoat
- 2022: Like I Do
- 2022: All the Rest
- 2022: Bloom
- 2023: Lonely Heart
- 2024: Arrows (mit Paul Rey)
- 2024: In Your Eyes
- 2025: Art